# Spinaxinus sentosus
Spinaxinus sentosus is een tweekleppigensoort uit de familie van de Thyasiridae. De wetenschappelijke naam van de soort is voor het eerst geldig gepubliceerd in 2006 door Oliver & Holmes.